# Hans Theodor Plüss
Hans Theodor Plüss (* 29. Mai 1845 in Beuggen, einem Stadtteil von Rheinfelden; † 11. November 1919 in Basel) war ein deutscher Altphilologe.

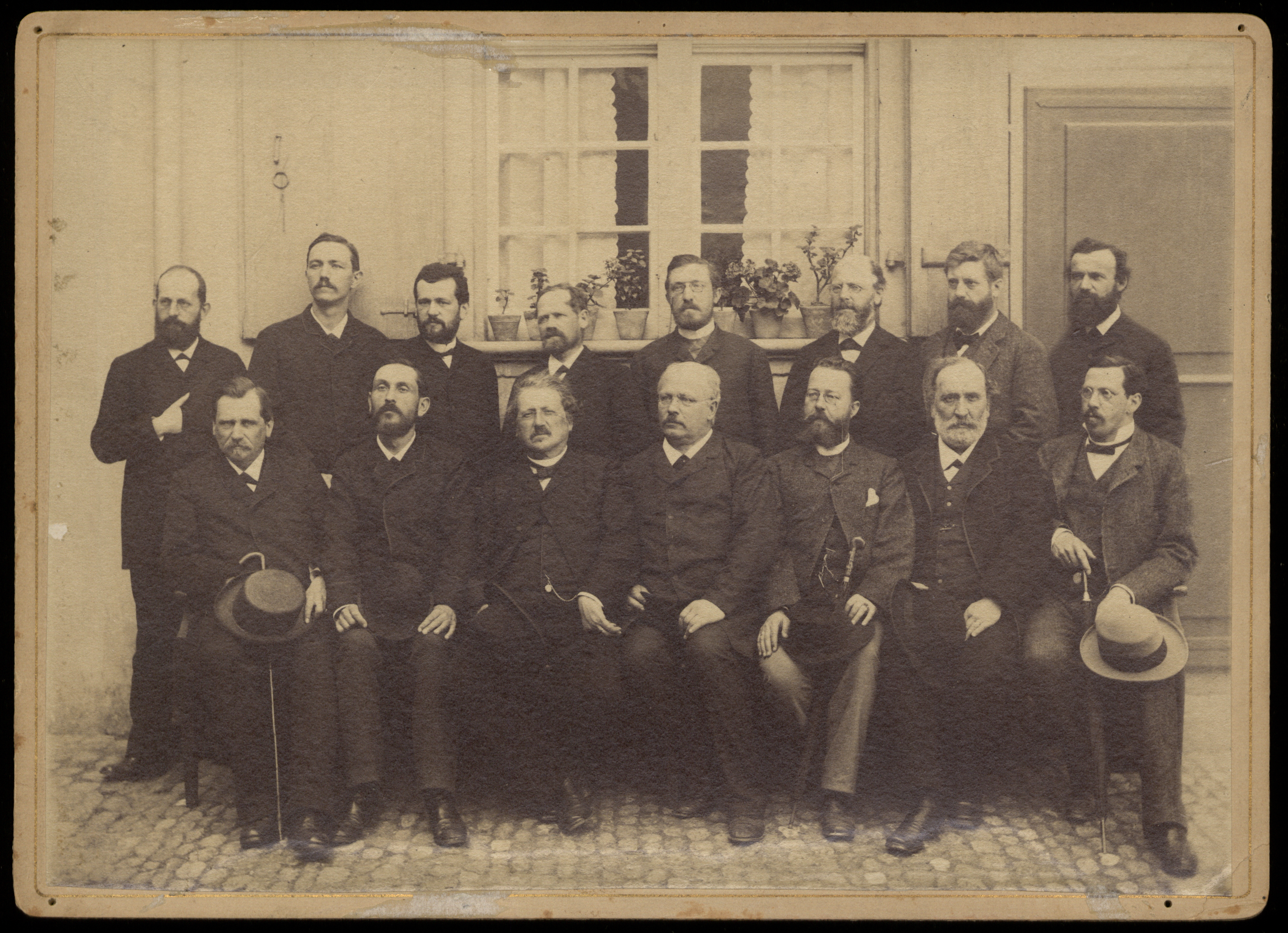
Gruppenbild (Fotografie um 1889), Lehrer des Oberen Gymnasiums Basel, von links nach rechts, oben: Achilles Burckhardt, Fritz Tschopp, Albert Burckhardt, Rudolf Stähelin, Rudolf Kögel, Theophil Burckhardt-Biedermann, Emanuel Probst, Hans Theodor Plüss; unten: Johann Jakob Oeri, Carl Grob, Jakob Mähly, Rektor Fritz Burckhardt, Gustav Soldan, Felix Bertholet, Albert Riggenbach

## Leben
Theodor Plüss war Sohn des Primarlehrers Johannes Plüss. Nach dem Studium der Fächer Latein, Altgriechisch und Germanistik an der Universität Basel wurde er 1865 in Bonn promoviert. In den darauffolgenden Jahren lehrte er an Gymnasien in Köln, Posen und Plön, an der Schulpforta bei Naumburg (1873–1881) und bis 1907 am Humanistischen Gymnasium in Basel. Zu seinen bekanntesten Schülern gehört der schweizerische klassische Philologe Peter von der Mühll.
Neben der Tätigkeit als Gymnasiallehrer veröffentlichte Plüss mehrere wissenschaftliche Arbeiten, darunter sein bekanntestes Werk Vergil und die epische Kunst aus dem Jahre 1884, ein Thema, das Richard Heinze später in einem epochemachenden Werk aufgenommen hat. 1879 lehnte er den Ruf an die Universität Basel ab, wo der Lehrstuhl von Friedrich Nietzsche aufgrund dessen Erkrankung vakant wurde. Seine letzten Lebensjahre verbrachte Plüss in Basel. Seine durch den Schuldienst in Preußen geprägte Persönlichkeit soll laut dem Historiker und Philologen Ueli Dill einen prägenden Einfluss auf seine Zeitgenossen ausgeübt haben.

## Veröffentlichungen (Auswahl)
- De Cinciis rerum Romanorum scriptoribus. Dissertation. Bonn 1865.
- Die Entwicklung der Centurienverfassung in den beiden letzten Jahrhunderten der Römischen Republik, Leipzig 1870 (archive.org).
- Der Reiz erzählender Dichtung und die Aeneide Vergils. Basel 1882.
- Horazstudien: Alte und neue Aufsätze über Horazische Lyrik. Leipzig 1882 (archive.org).
- Vergil und die epische Kunst. Leipzig 1884 (2. Auflage 1980; archive.org).
- Sophokles’ Elektra. Leipzig 1891.
- Aeschylos’ Agamemnon, Leipzig 1895 (archive.org).
- Aberglaube und Religion in Sophokles’ Elektra. Basel 1900.
- Das Jambenbuch des Horaz: Im Lichte der eigenen und unserer Zeit. Leipzig 1904 (archive.org).